# Batallón Rifles
El batallón Rifles fue una unidad militar de la Gran Colombia, y posteriormente de Venezuela, creada con voluntarios británicos en las guerras de independencia hispanoamericana y que formó parte de la Guardia de Honor de Simón Bolívar, de la que fue su primer batallón. La unidad formó parte de la "Legión británica" que combatió junto a Bolívar, aunque la oficialidad fue mayoritariamente irlandesa que atendió al llamado hecho en Londres por el agente diplomático Luis López Méndez.
El batallón Rifles fue creado el 13 de agosto de 1818 con los rifleros británicos al mando del coronel irlandés Robert Piggot, supervivientes de la batalla de La Puerta (1818), que fueron incrementados con indígenas de las misiones del Caroní (Guayana venezolana). La primera acción de guerra es en La Gamarra donde enfrenta al afamado batallón español de "La Unión". El 19 de abril de 1819 se le unió otro contingente británico al mando del teniente coronel Arthur Sandes.
Trasladado al Apure se le reúne otro contingente británico más, al mando del coronel Campbell. Posteriormente suma otra plantilla de oficiales británicos al mando de MacDonald. Otro nuevo contingente de tiradores británicos al mando de Johann von Uslar provenientes de la isla de Margarita se unen al batallón para abrir la campaña de liberación de la Nueva Granada de 1819.
La unidad al mando del teniente coronel Arthur Sandes por enfermedad de Piggot, participa en las batallas de Gameza, Pantano de Vargas y Boyacá, donde su primera compañía toma prisionero al brigadier José María Barreiro. El batallón se caracterizó por sus desórdenes y mala conducta en los pueblos liberados, lo que por otro lado era corriente en las unidades de voluntarios extranjeros. Fue causante de los crímenes durante las guerras de emancipación contra la población de la ciudad de Pasto (Colombia) sucedidos en la Navidad Negra de 1822. En Santa Fe de Bogotá estaba al mando de Sandes y formado por ocho compañías cuyos comandantes eran 1.º Ramírez, 2.º Wright, 3.º Duxbury, 4.º Philam, 5 °Fatherstonetaugh, 6.ºLoedell, 7.º Mogassi, 8.º Romero. 

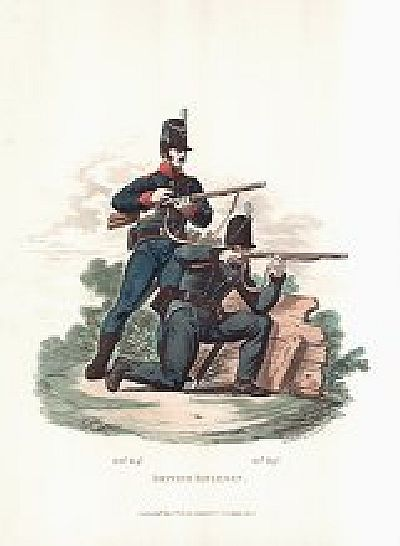
Infantes del batallón Rifles decisivo en la guerra de independencia sur americana

Se trasladó a combatir a Santa Marta, Río Hacha y Maracaibo, sufriendo muchas bajas en su lucha contra las guerrillas de indios Guajiros. Participó en las decisivas campañas de Carabobo y Puerto Cabello.
En 1819 se crea la República de la Gran Colombia; se ratifica en 1821, tras la liberación de Nueva Granada. El 30 de marzo de 1822, los Estados Unidos de América reconocen internacionalmente la independencia de la Gran Colombia. En esas fechas, el Rifles es seleccionado por Bolívar para actuar en las Campañas del Sur y se traslada a combatir en Popayán. El 7 de abril tiene una participación destacada en la batalla de Bomboná donde el entero regimiento es condecorado con la Orden del Libertador. Continua combatiendo en la insurrección de Pasto liderada por Benito Remigio Boves.
El batallón se traslada vía Quito a Guayaquil donde embarca al Perú el 12 de abril de 1823, con diez compañías. Formó parte de la División de Jacinto Lara durante las campañas de Junín y Ayacucho.  En la batalla de Corpahuaico tuvo su acción más destacada al quedar destacado en retaguardia donde fue casi destruido por las fuerzas realistas, muriendo la mitad de los hombres de su batallón, entre ellos sable en mano el segundo al mando, mayor Duxbury, pero a costa de su sacrificio pudo salvarse al Ejército Unido del general Antonio José de Sucre. Su jefe Arthur Sandes fue ascendido a brigadier general. El 9 de diciembre, en la batalla de Ayacucho, los restos del batallón quedaron en reserva, empleándose cada compañía según se iba precisando su refuerzo en el combate. El cuadro remanente sigue su camino al Cuzco, La Paz y finalmente Arequipa donde queda acantonado todo el año, reconstituyendo seis compañías. Se embarca al Callao en septiembre de 1826, sublevándose allí en 1827.
Finalmente se traslada a Guayaquil donde en 1828 queda al mando del coronel William Harris, pero como un cuerpo insubordinado, y padeciendo una importante deserción que deja el batallón con 350 plazas. En la conspiración de Cuenca, en Ecuador, el oficial José Ramón Bravo, al frente del batallón Rifles, redujo a prisión a José María Bustamante (opuesto al proyecto bolivariano de creación de Bolivia) incluyendo a Luis López Méndez y a 40 oficiales.  El batallón es rehabilitado al mando del general  Rafael Urdaneta durante la guerra entre Colombia y Perú, y termina participando en la batalla del Portete de Tarqui, el 27 de febrero de 1829, destacando en esa batalla su capitán George Lack. Tarquí fue el último campo de batalla del Rifles original donde desapareció totalmente su componente emancipador. El batallón fue completamente reformado con personal venezolano remanente en aquel país, saliendo en dirección a Popayán un batallón nuevo.
En 1830 tras una penosa marcha el Rifles llega a Venezuela donde el general José Antonio Páez ordena su disolución en San Carlos quemando su oficialidad las banderas laureadas de Bomboná y Ayacucho. Fue uno de los cuerpos más antiguos del ejército de Bolívar, y su divisa se ha descrito que pudo ser "El primero en el combate, el último en el cuartel".